# 達叻
達叻市，通称达叻或桐艾，是泰国的一个自治市，也是该国达叻府以及达叻府治县的治所驻地，位于该国东部，与柬埔寨相接。也是泰国主要的海军基地之一:245。